# Zwitserland op de Olympische Winterspelen 1932
Tijdens de Olympische Winterspelen van 1932, die in Lake Placid (Verenigde Staten) werden gehouden, nam Zwitserland voor de derde keer deel.

## Medailleoverzicht
| Sport     | Olympiër           | Discipline    | Medaille |
| --------- | ------------------ | ------------- | -------- |
| Bobsleeën | Team Zwitserland I | 2-mansbob (m) | Zilver   |

## Deelnemers en resultaten

### Bobsleeën
| Olympiër                                               | Discipline                  | Resultaat | Prestatie                                       |
| ------------------------------------------------------ | --------------------------- | --------- | ----------------------------------------------- |
| Reto Capadrutt Oscar Geier                             | 2-mansbob (m) Zwitserland I | Zilver    | 8.16,28 (2.05,88 / 2.07,21 / 2.03,52 / 1.59,67) |
| Reto Capadrutt Hans Eisenhut Charles Jenny Oscar Geier | 4-mansbob (m) Zwitserland I | 4e        | 8.12,18 (2.06,81 / 2.03,40 / 2.01,47 / 2.00,50) |

### Noordse combinatie
| Olympiër       | Discipline | Resultaat | Prestatie                                                          |
| -------------- | ---------- | --------- | ------------------------------------------------------------------ |
| Cesare Chiogna | mannen     | 22e       | 321,60 punten 18 km: 102,00 (1:58.33) schans: 219,60 (58,0+59,5 m) |
| Fritz Kaufmann | mannen     | 23e       | 320,70 punten 18 km: 97,50 (1:59.20) schans: 223,20 (59,5+60,5 m)  |
| Fritz Steuri   | mannen     | 26e       | 315,90 punten 18 km: 115,50 (1:54.57) schans: 200,40 (51,0+51,0 m) |

### Schansspringen
| Olympiër       | Discipline | Resultaat | Prestatie                  |
| -------------- | ---------- | --------- | -------------------------- |
| Fritz Kaufmann | mannen     | 6e        | 215,8 punten (63,5+65,5 m) |
| Cesare Chiogna | mannen     | 9e        | 209,8 punten (60,0+63,0 m) |
| Fritz Steuri   | mannen     | 18e       | 192,4 punten (58,0+53,5 m) |

België · Canada · Duitsland · Finland · Frankrijk · Groot-Brittannië · Hongarije · Italië · Japan · Noorwegen · Oostenrijk · Polen · Roemenië · Tsjecho-Slowakije · Verenigde Staten · Zweden · Zwitserland